# Lenz (nouvelle)
Pour les articles homonymes, voir Lenz.
Lenz est une nouvelle inachevée de Georg Büchner parue à titre posthume en 1839. Büchner raconte un court épisode de la vie du dramaturge allemand Jakob Michael Reinhold Lenz (1751-1792), hébergé durant trois semaines de l'hiver 1778 par le pasteur français Jean-Frédéric Oberlin à Waldersbach, alors que l'homme de lettres sombre dans la maladie mentale. 
Cette nouvelle a profondément marqué la littérature allemande. Elle connaît une postérité internationale : traduite dans de multiples langues, elle a fait l'objet de nombreuses adaptations cinématographiques, théâtrales, musicales et artistiques.

## Histoire du texte

### Rédaction et parution posthume
Büchner écrit la nouvelle durant l'automne 1835, sur une commande de l'écrivain et journaliste Karl Gutzkow qui désirait la faire paraître dans le journal Deutsche revue. Mais le périodique est interdit la même année, ce qui interrompt l'auteur dans sa rédaction. Trois ans plus tard, Büchner meurt à l'âge de 23 ans, et le texte reste définitivement inachevé.
La nouvelle est publiée à titre posthume en 1839. Elle paraît dans huit numéros de la revue Telegraph für Deutschland (de) (Le Télégraphe d’Allemagne) sous le titre Lenz. Eine Reliquie von Georg Büchner (Lenz, Précieuse relique de Georg Büchner),.

### Source et contexte historique du récit
« Il est arrivé le 20 janvier ; je ne le connaissais pas. »

— Jean-Frédéric Oberlin, Monsieur L…
L'écriture de Büchner se base sur les éléments biographiques tiré des écrits du pasteur français Jean-Frédéric Oberlin qu'il a pu consulter. Le récit s'étend sur trois semaines, du 20 janvier au 8 février 1778, alors que Lenz a 27 ans.  
Avant d'arriver en Alsace le 20 janvier, Lenz était en Suisse, à Winterthur, chez son ami Christoph Kaufmann. Il a été sujet à plusieurs crises, et a tenté de se suicider. Sur les conseils de son ami, il part pour le Ban-de-la-Roche. Il est accueilli par le pasteur Oberlin à Waldersbach. 
Dans la préface de sa traduction du texte, Jean-Pierre Lefebvre précise, à propos de l'état mental de Lenz, qu'il « avait inquiété, même si l'on hésite à identifier sa maladie comme schizophrénie. ». Selon Lucie Charliac « Büchner aurait préfiguré la nosographie de la schizophrénie, intervenue plus d’un demi-siècle après lui. ».

## Résumé

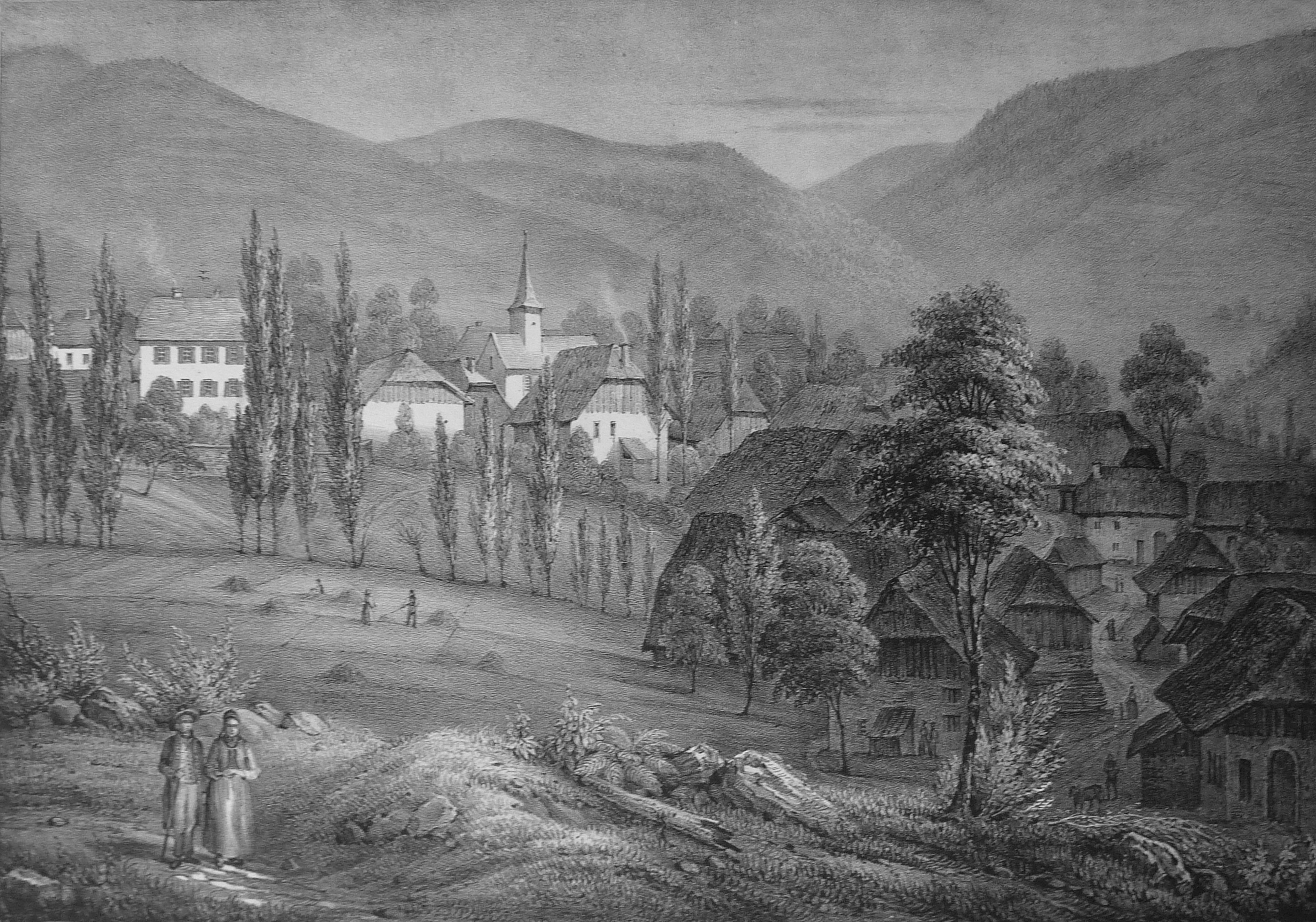
Waldersbach par Théophile Schuler (1837)

La nouvelle s'ouvre sur la description de Lenz parcourant les montagnes alors qu'il est en chemin pour Waldersbach. Il arrive de nuit chez le pasteur Oberlin qui n'attendait pas sa venue. Il est logé dans l'école du village. Dès cette première nuit, Lenz, en proie à une crise, sort dans l'obscurité et se précipite dans la fontaine du village pour tenter de se soulager. Les habitants accourent apeurés, puis il reprend ses esprits.

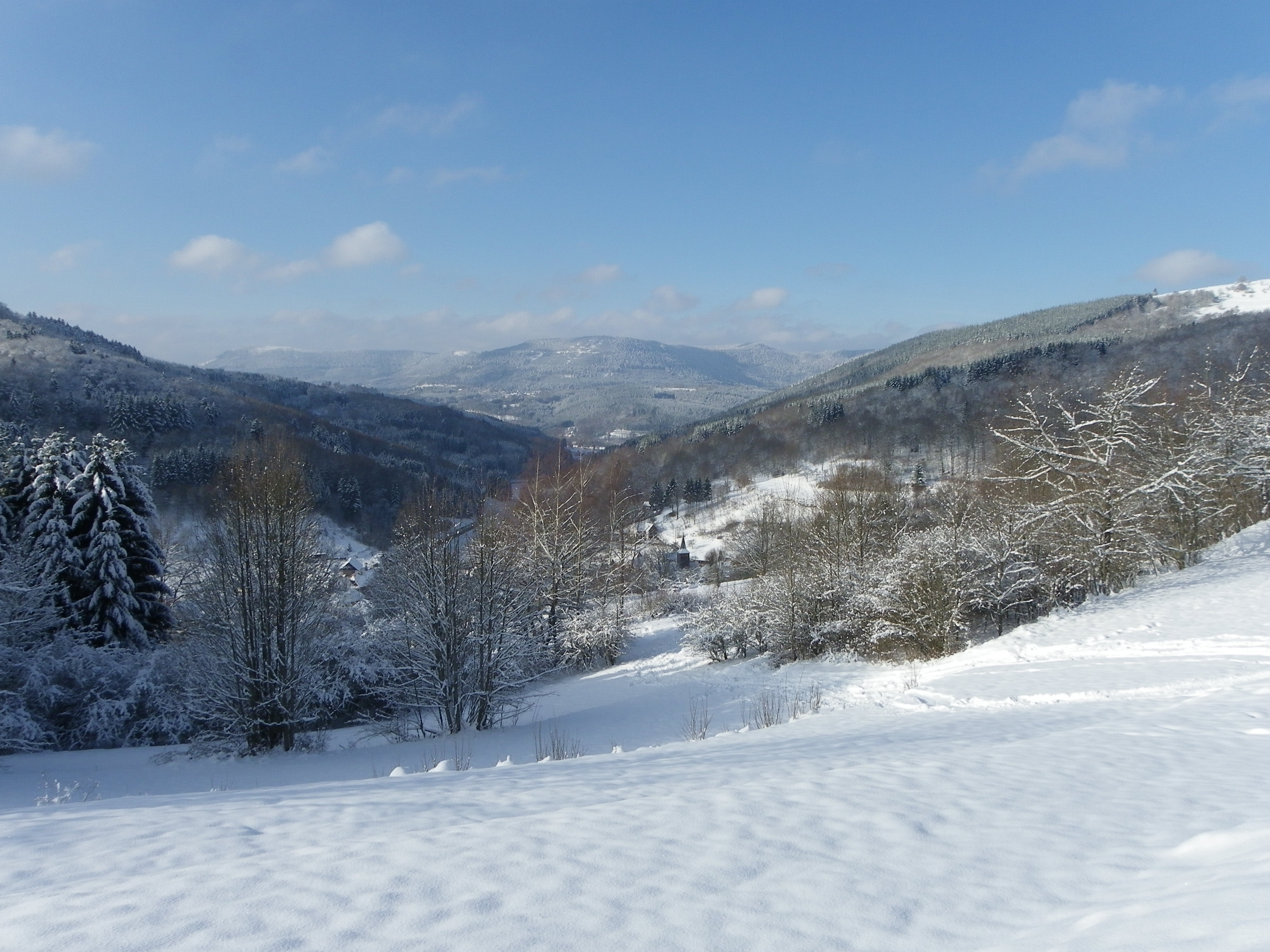
Hiver à Waldersbach

Lenz prend part à la vie de la communauté et suit le pasteur Oberlin dans son quotidien. Il demande à faire le sermon, ce que lui accorde le pasteur. Si durant son séjours Lenz connaît des moments d'apaisements, il reste dans un état émotionnel et psychique précaire et subit d'autres crises. Il se jette à plusieurs reprises dans la fontaine, tiens des propos incohérents, et commet des tentatives de suicides.
Oberlin reçoit la visite de l'ami de Lenz, Christoph Kaufmann. Ce dernier a reçu des lettres du père de Lenz qui lui demande de rentrer chez lui, ce qu'il refuse. Son état se dégrade, et Oberlin ne parvient pas à le soigner. Après une dernière crise, il finit par l'envoyer à Strasbourg. Le récit s'arrête lorsqu'il arrive dans la ville.

## Postérité
L'écrivain allemand Gert Hofmann publie en 1981 la nouvelle Le retour à Riga du fils prodigue J.M.R. Lenz qui narre la fin de la vie de Lenz après son séjours chez Oberlin tel qu'il a été raconté par Büchner.

## Éditions

### Traductions en français
- Auguste Edgard Dietrich (en), La mort de Danton : drame en trois actes et en prose ; Wozzeck, Lenz, le Messager hessois, lettres, etc., préf. Jules Claretie, 1889 (BNF 30172494)
- Albert Béguin, Lenz, Paris, éd. Fontaine, coll. « Collection l'Age d'or » (no 36), 1947 (BNF 31886681) ; rééd. Sables, 1990  (ISBN 2-907530-09-7)
- Henri-Alexis Baatsch, Lenz ; Le Messager hessois ; Caton d'Utique ; Correspondance, préf. Jean-Christophe Bailly, Paris, Bibliothèque 10/18, 1974 (BNF 34572957) ; rééd. Christian Bourgois, 1985 (ISBN 2-267-00400-3)
- Jean-Pierre Lefebvre, « Lenz », dans Œuvres complètes inédits et lettre, Bernard Lortholary (dir.), éditions du Seuil, coll. « Le Don des langues », 1988  (ISBN 2-02-010028-2)
- Bernard Kreiss, Lenz, Nîmes, J. Chambon, coll. « Collection Legs », 1991 (ISBN 2-87711-062-1) ; rééd. Chambon/Le Rouergue, 2006, coll. « nouvelles du monde » (ISBN 2-84156-744-3)
- Lionel Richard, Lenz, Frédéric Malenfer (ill.), Paris, éditions Mille et une nuits, 1997, (ISBN 2-84205-158-0)
- Michel Cadot, La mort de Danton ; Léonce et Léna ; Woyzeck ; Lenz, Paris, Flammarion, 1997, (ISBN 2-08-070888-0)
- Lou Bruder, Lenz, Paris, Payot et Rivages, 1998, (ISBN 2-7436-0346-1)

- Georges-Arthur Goldschmidt, Lenz, postf. Michael Will, Paris, Vagabonde, 2003, (ISBN 2-9519063-1-5)
- Irène Bonnaud, Lenz, Besançon, Les Solitaires intempestifs, 2004, (ISBN 2-84681-118-0)

## Adaptations

### Opéra
- Jakob Lenz (en), opéra de chambre en un acte de Wolfgang Rihm écrit entre 1977 et 1978.

### Théâtre
- Lenz, mis en scène de Jean-Louis Martinelli, 1978 (BNF 39471551)
- Déroutes, Mathilde Monnier, 2002, Théâtre de Gennevilliers[7] (BNF 14650268)
- Lenz, mis en scène d'Irène Bonnaud[note 1] en 2005, Mulhouse, La Filature (BNF 40081228)
- Lenz, mis en scène de Simon Delétang[note 2] en 2018, Colmar, Comédie de l'Est (BNF 45855914)

### Cinéma
- Lenz (d), 130 min, film de George Moorse (en) (1971).
- Lenz, 92 min, film d'Alexandre Rockwell (1982).
- Lenz, 100 min, film de Szirtes András (hu) (1987).
- Lenz échappé, 10 min, film de Dominique Marchais (2003).
- Lenz (en), 96 min, film de Thomas Imbach (en) (2006).

### Musique
- Lenz-Fragmente, Wolfgang Rihm, 1980.
- Rodolphe Burger récite le texte de la nouvelle dans plusieurs morceaux[note 3] : Lenz (Good, 2017), Lenz 2 (Environs, 2020), Lenz III (Avalanche, 2024).